# Xenophrys mangshanensis
Xenophrys mangshanensis är en groddjursart som beskrevs av Fei, Ye In Fei, Ye och Huang 1990. Xenophrys mangshanensis ingår i släktet Xenophrys och familjen Megophryidae. IUCN kategoriserar arten globalt som nära hotad. Inga underarter finns listade i Catalogue of Life.